# 第1航空群
第1航空群（だいいちこうくうぐん、英称：Fleet Air Wing 1 ）とは、海上自衛隊の航空集団隷下の航空部隊（航空群）の一つであり鹿屋航空基地（鹿児島県鹿屋市）に配備されている。群司令は海将補（二）をもって充てられている。

## 沿革

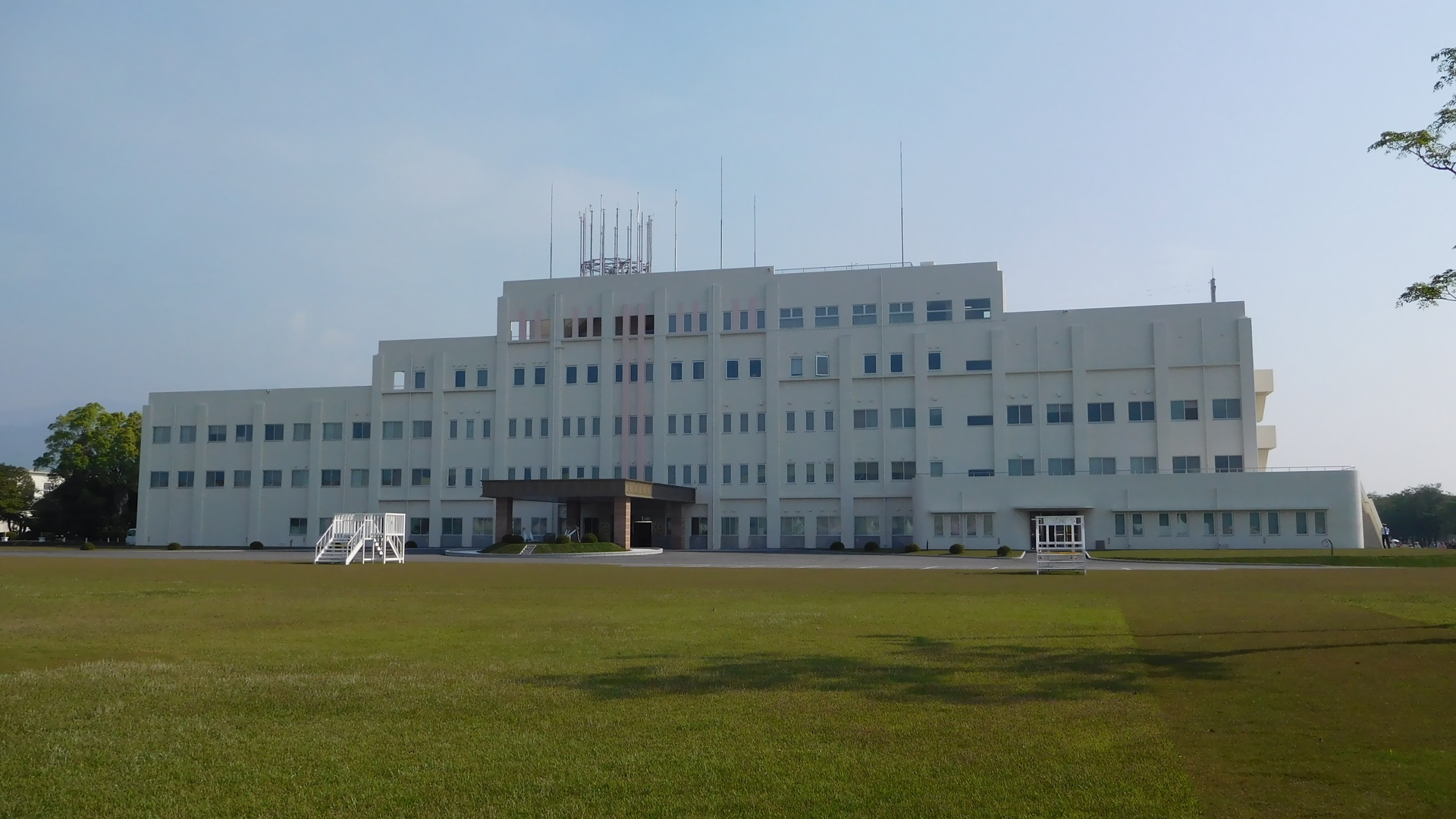
第1航空群司令部庁舎（2015年3月から使用開始）

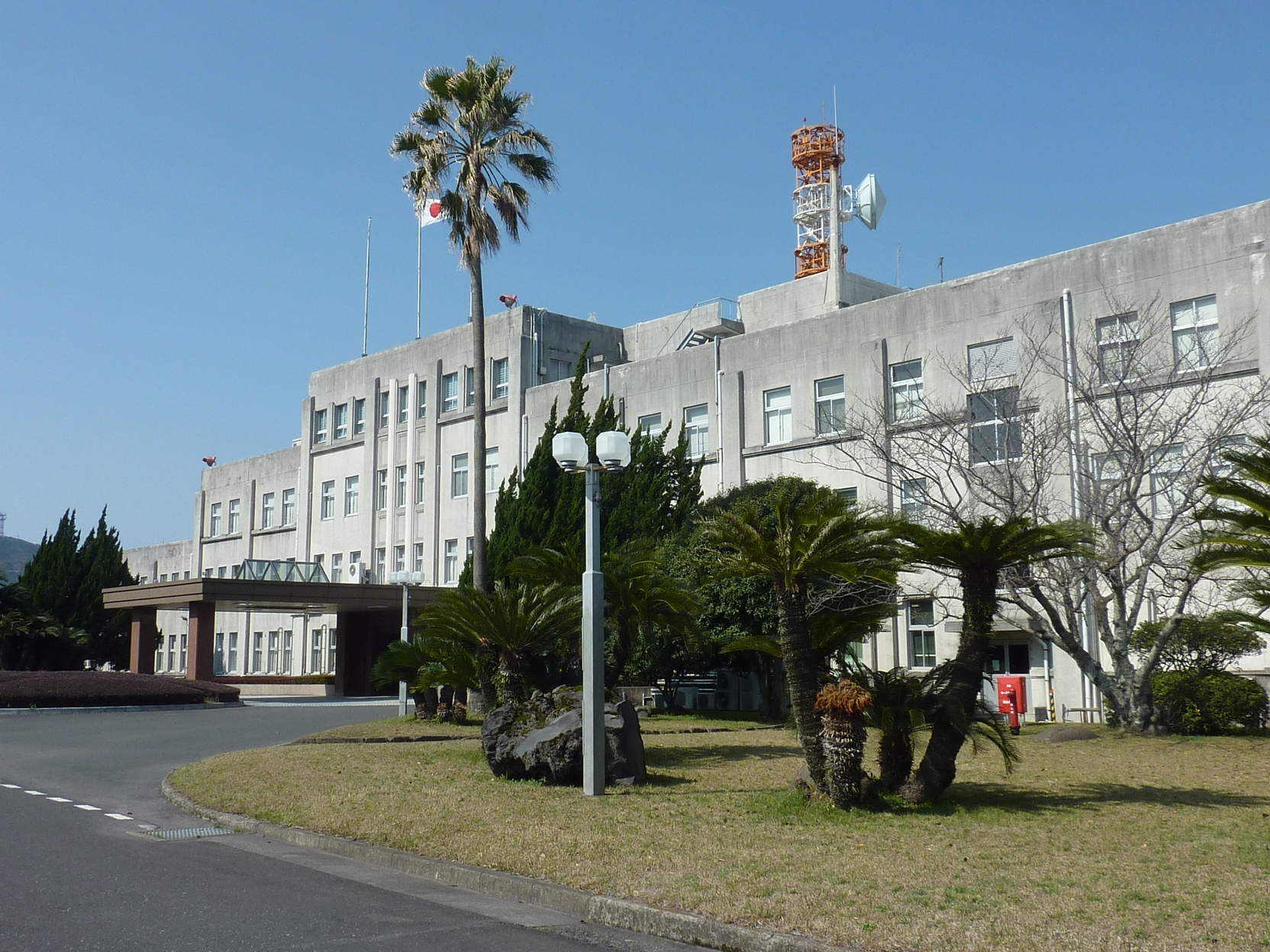
旧司令部庁舎（鹿屋海軍航空隊時代の建物を2015年まで使用）

- 1953年（昭和28年）12月1日：保安庁警備隊「鹿屋航空隊」として鹿屋航空基地に新編、佐世保地方隊隷下に編入。
- 1955年（昭和30年）
  - 7月15日：自衛艦隊隷下に第1（TBM）、第2（PV-2）訓練飛行隊から成る訓練飛行隊群を編成。
  - 11月14日：第1（SNJ）、第2（TBM・SNJ）、第3（TBM）、第4（PV-2）、第5（PV-2）各飛行隊を編成。
- 1956年（昭和31年）
  - 3月9日：米国より空輸されたP2V-7が第5飛行隊に配備。
  - 12月16日：鹿屋航空隊教育部が発足。
- 1957年（昭和32年）
  - 5月1日：第6飛行隊（S2F-1）を新編。
  - 7月16日：第3飛行隊が八戸航空隊隷下に編成替え、第2、第4飛行隊が廃止。
- 1958年（昭和33年）
  - 4月1日：第6飛行隊が徳島航空隊隷下に編成替え。
  - 8月5日：第5飛行隊を改編し、「第1飛行隊」「第2飛行隊」（P2V-7）を編成。第2飛行隊は八戸に移駐、第5飛行隊は廃止。
  - 12月16日：教育部が「鹿屋教育航空隊」として独立。
- 1960年（昭和35年）9月1日：「鹿屋救難飛行隊」が新編。
- 1961年（昭和36年）
  - 7月1日：第3飛行隊（P2V-7×6機）が新編。
  - 9月1日：航空集団の新編により、鹿屋航空隊が「第1航空群」に改編され、航空集団隷下に編入。

※ 第1飛行隊は「第1航空隊」に、第3飛行隊は「第3航空隊」に改編。
※ 改編時の編成（司令部・第1航空隊（P2V-7×8機）・第3航空隊（P2V-7×6機）・第1支援整備隊・鹿屋航空基地隊）。
- 1962年（昭和37年）9月1日：第3航空隊が第4航空群隷下に編成替え。
- 1970年（昭和45年）4月23日：第1航空隊にP-2J哨戒機が配備開始。
- 1971年（昭和46年）2月27日：第1航空群でのP2V-7の運用が終了。
- 1973年（昭和48年）3月1日：第3航空群が廃止となり、同群隷下の「第11航空隊」（S2F-1）を編入。
- 1984年（昭和59年）3月30日：S2F-1が全機退役し、第11航空隊が廃止。
- 1987年（昭和62年）12月1日：鹿屋教育航空群及び同群隷下の第203教育航空隊が廃止となり、同隊所属のP-2Jにより「第7航空隊」を新編。
- 1989年（平成元年）7月10日：第1航空隊にP-3C哨戒機が配備開始。
- 1991年（平成03年）7月29日：第7航空隊にP-3Cが配備開始。
- 1994年（平成06年）5月26日：第7航空隊所属のP-2Jが退役し、P-2Jが全機除籍。
- 1998年（平成10年）12月8日：補給整備部門の組織改編により第1支援整備隊を「第1整備補給隊」に改編。
- 2008年（平成20年）3月26日：体制移行による部隊改編。

1. 第1航空隊、第7航空隊を廃止、統合し「第1航空隊」を新編。
2. 鹿屋救難飛行隊は第22航空群隷下に編入され「第72航空隊鹿屋航空分遣隊」に改編。

- 2010年（平成22年）6月2日：P-3C哨戒機2機が第4次派遣海賊対処航空部隊としてジブチに派遣。
- 2018年（平成30年）3月23日：航空部隊の改編。

1. 教育航空集団直轄の第211教育航空隊の第211列線整備隊の一部[注 1]及び第1航空隊の第1列線整備隊と第1整備補給隊の第11検査隊及び第12検査隊を廃止、統合し第1整備補給隊に「第11機側整備隊」及び「第12機側整備隊」が新編[3]。
2. 鹿屋航空基地隊の警衛隊、運航隊地上救難班、管理隊車両班が統合され「鹿屋航空警備隊」に改編[3]。

- 2019年（令和元年）7月29日：第1航空隊にP-1哨戒機が配備。

## 司令部編成
司令部は、鹿屋航空基地に設置されている。

## 部隊編成
- 第1航空隊（鹿屋航空基地）
  - 隊本部

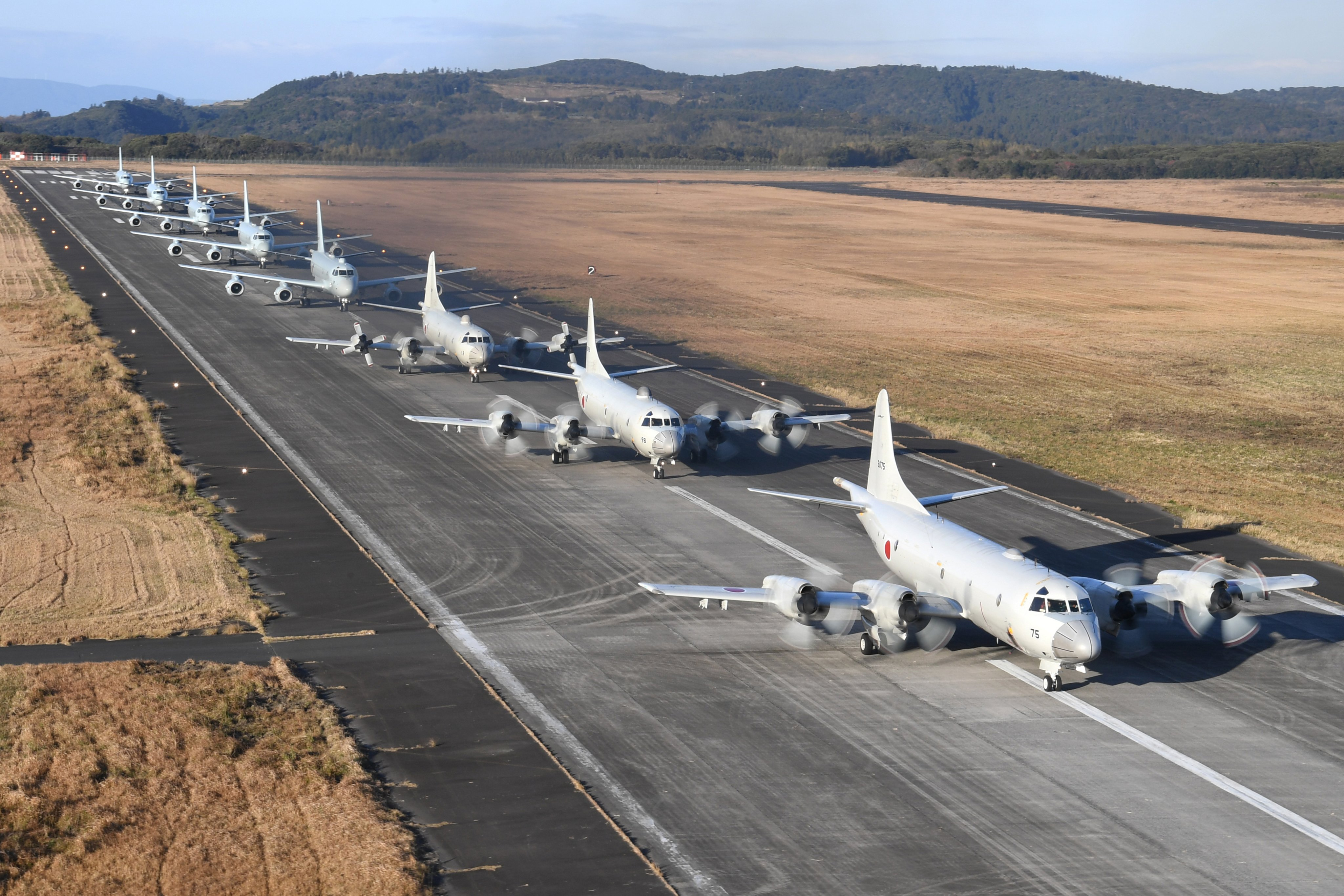
地上滑走する第1航空隊のP-3C哨戒機とP-1哨戒機

  - 第11飛行隊・第12飛行隊：P-1（コールサイン "JUPITER"）
- 第1整備補給隊（鹿屋航空基地）
  - 隊本部
  - 第1航空機整備隊
  - 第1電子整備隊
  - 第1武器整備隊
  - 第11機側整備隊
  - 第12機側整備隊
  - 第1補給隊
- 鹿屋航空基地隊（鹿屋航空基地）
  - 隊本部
  - 鹿屋管理隊
  - 鹿屋航空警備隊
  - 鹿屋運航隊
  - 鹿屋経理隊
  - 鹿屋厚生隊
  - 鹿屋航空衛生隊

## 主要幹部
| 官職名             | 階級    | 氏名     | 補職発令日     | 前職                                      |
| ------------------ | ------- | -------- | -------------- | ----------------------------------------- |
| 第1航空群司令      | 海将補  | 大西哲   | 2023年08月29日 | 防衛監察本部監察官                        |
| 首席幕僚           | 1等海佐 | 杉浦史朗 | 2025年03月24日 | 情報本部勤務                              |
| 第1航空隊司令      | 1等海佐 | 片山稔文 | 2024年08月15日 | 第203教育航空隊司令                       |
| 第1整備補給隊司令  | 1等海佐 | 本多正敏 | 2025年08月01日 | 海上幕僚監部装備計画部航空機課 航空機班長 |
| 鹿屋航空基地隊司令 | 1等海佐 | 山田元昭 | 2024年12月20日 | 海上自衛隊幹部学校運用教育研究部 主任教官 |

| 代                                 | 氏名                               | 在任期間                           | 出身校・期                         | 前職                                                           | 後職                                                            | 備考                                 |
| 鹿屋航空隊司令（佐世保地方隊隷下） | 鹿屋航空隊司令（佐世保地方隊隷下） | 鹿屋航空隊司令（佐世保地方隊隷下） | 鹿屋航空隊司令（佐世保地方隊隷下） | 鹿屋航空隊司令（佐世保地方隊隷下）                             | 鹿屋航空隊司令（佐世保地方隊隷下）                              | 鹿屋航空隊司令（佐世保地方隊隷下）   |
| ---------------------------------- | ---------------------------------- | ---------------------------------- | ---------------------------------- | -------------------------------------------------------------- | --------------------------------------------------------------- | ------------------------------------ |
| 01                                 | 相生高秀                           | 1953.12.1 - 1955.8.15              | 海兵59期                           |                                                                | 訓練飛行隊群司令                                                | 就任時2等警備正 1954.8.1 1等海佐昇任 |
| 02                                 | 十川 潔                            | 1955.8.16 - 1957.7.31              | 海兵55期                           | 海上幕僚監部防衛部防衛課長                                     | 統合幕僚会議事務局第3班長                                       |                                      |
| 03                                 | 寺井義守                           | 1957.8.1 - 1958.5.31               | 海兵54期・ 海大36期                | 佐世保地方総監                                                 | 横須賀地方総監                                                  |                                      |
| 04                                 | 山田龍人                           | 1958.6.1 - 1960.7.31               | 海兵58期                           | 大村航空隊司令                                                 | 海上自衛隊幹部学校付 →自衛艦隊司令部付 →1961.9.1 航空集団司令官 | 就任時1等海佐 1959.2.1 海将補昇任    |
| 05                                 | 武田新太郎                         | 1960.8.1 - 1961.8.31               | 神高船（航） 昭和8年卒             | 徳島航空隊司令 →1959.7.14 大阪基地隊付 →1960.7.14 鹿屋航空隊付 | 第1航空群司令                                                   | 就任時1等海佐 1960.9.1 海将補昇任    |
| 第1航空群司令（航空集団隷下）      |                                    |                                    |                                    |                                                                |                                                                 |                                      |
| 01                                 | 武田新太郎                         | 1961.9.1 - 1962.6.30               | 神高船（航） 昭和8年卒             | 鹿屋航空隊司令                                                 | 佐世保地方副総監                                                |                                      |
| 02                                 | 岡本晴年                           | 1962.7.1 - 1963.4.30               | 海兵60期                           | 第21航空群司令                                                 | 教育航空集団司令 兼 岩国教育航空群司令                          |                                      |
| 03                                 | 伊吹正一                           | 1963.5.1 - 1964.7.15               | 海兵62期                           | 海上幕僚監部監察官代理 →1963.4.1 海上幕僚監部付                | 海上幕僚監部監察官                                              | 就任時1等海佐 1963.7.1 海将補昇任    |
| 04                                 | 阿部平次郎                         | 1964.7.16 - 1966.5.15              | 海兵61期                           | 第4航空群司令                                                  | 海上幕僚監部付 →1966.7.1 退職                                   |                                      |
| 05                                 | 安藤信雄                           | 1966.5.16 - 1967.12.15             | 海兵65期                           | 海上幕僚監部防衛部教育第2課長                                  | 海上幕僚監部防衛部付 →1968.1.1 防衛部副部長                     | 就任時1等海佐 1966.7.1 海将補昇任    |
| 06                                 | 武田茂樹                           | 1967.12.16 - 1969.11.30            | 海兵65期                           | 第21航空群司令                                                 | 海上幕僚監部付 →1969.12.31 退職                                 |                                      |
| 07                                 | 薬師寺一男                         | 1969.12.1 - 1971.7.1               | 海兵66期                           | 第21航空群司令                                                 | 1971.7.1 死去                                                   |                                      |
| 08                                 | 肥田眞幸                           | 1971.7.5 - 1972.12.15              | 海兵67期                           | 第4航空群司令                                                  | 教育航空集団司令官                                              |                                      |
| 09                                 | 石田鏡三                           | 1972.12.16 - 1974.2.28             | 海兵69期                           | 小月教育航空群司令                                             | 海上幕僚監部付 →1974.7.1 退職                                   | 就任時1等海佐 1973.1.1 海将補昇任    |
| 10                                 | 赤塚一男                           | 1974.3.1 - 1976.6.30               | 海兵71期                           | 航空集団司令部幕僚長                                           | 海上幕僚監部付 →1976.9.1 停年退官                               |                                      |
| 11                                 | 平野律朗                           | 1976.7.1 - 1978.3.15               | 海兵72期                           | 鹿屋教育航空群司令                                             | 海上幕僚監部付 →1978.7.1 退職                                   |                                      |
| 12                                 | 土橋琢治                           | 1978.3.16 - 1980.2.14              | 海兵74期                           | 海上幕僚監部防衛部副部長                                       | 教育航空集団司令官                                              |                                      |
| 13                                 | 小崎啓介                           | 1980.2.15 - 1980.7.31              | 海兵74期                           | 第31航空群司令                                                 | 教育航空集団司令官                                              |                                      |
| 14                                 | 三宅歳行                           | 1980.8.1 - 1981.12.1               | 海兵74期                           | 沖縄航空隊司令                                                 | 呉地方総監部付 →1981.12.28 退職                                 |                                      |
| 15                                 | 鈴木 真                            | 1981.12.2 - 1983.12.19             | 海兵73期                           | 下総教育航空群司令                                             | 横須賀地方総監部幕僚長                                          |                                      |
| 16                                 | 武内 淳                            | 1983.12.20 - 1985.2.28             | 東京水産大・ 4期幹候               | 下総教育航空群司令                                             | 海上幕僚監部付 →1985.3.30 退職                                  |                                      |
| 17                                 | 伊藤達二                           | 1985.3.1 - 1987.3.26               | 防大2期                            | 小月教育航空群司令                                             | 海上自衛隊幹部候補生学校長                                      |                                      |
| 18                                 | 猪狩 眞                            | 1987.3.27 - 1988.12.14             | 防大4期                            | 海上幕僚監部調査部調査第1課長                                  | 海上幕僚監部調査部長                                            |                                      |
| 19                                 | 松本哲雄                           | 1988.12.15 - 1990.3.15             | 防大5期                            | 海上自衛隊幹部学校教育部長                                     | 第4航空群司令                                                   |                                      |
| 20                                 | 夏川和也                           | 1990.3.16 - 1991.3.15              | 防大6期                            | 航空集団司令部幕僚長                                           | 海上幕僚監部人事教育部長                                        |                                      |
| 21                                 | 石神庚一                           | 1991.3.16 - 1992.3.15              | 防大7期                            | 第51航空隊司令                                                 | 海上幕僚監部監察官                                              |                                      |
| 22                                 | 松村清人                           | 1992.3.16 - 1993.3.31              | 防大6期                            | 第2航空群司令                                                  | 海上自衛隊幹部候補生学校長                                      |                                      |
| 23                                 | 石川亨                             | 1993.4.1 - 1995.6.29               | 防大11期                           | 海上幕僚監部防衛部防衛課長                                     | 海上幕僚監部防衛部長                                            |                                      |
| 24                                 | 吉原征義                           | 1995.6.30 - 1997.6.30              | 防大11期                           | 教育航空集団司令部幕僚長                                       | 大湊地方総監部幕僚長                                            | 就任時1等海佐 1995.12.15 海将補昇任  |
| 25                                 | 高橋 亨                            | 1997.7.1 - 1999.3.28               | 陸自生徒7期・ 神奈川大・ 21期幹候  | 海上幕僚監部装備体系課長                                       | 航空集団司令部幕僚長                                            |                                      |
| 26                                 | 小林秀至                           | 1999.3.29 - 2001.3.26              | 防大15期                           | 海上幕僚監部監理部総務課長                                     | 阪神基地隊司令                                                  |                                      |
| 27                                 | 荒川堯一                           | 2001.3.27 - 2002.3.21              | 防大16期                           | 第4航空群司令                                                  | 自衛艦隊司令部幕僚長                                            |                                      |
| 28                                 | 松岡貞義                           | 2002.3.22 - 2003.3.26              | 防大18期                           | 航空集団司令部幕僚                                             | 第31航空群司令                                                  |                                      |
| 29                                 | 志賀洋介                           | 2003.3.27 - 2005.7.27              | 防大16期                           | 第4航空群司令                                                  | 阪神基地隊司令                                                  |                                      |
| 30                                 | 大谷祥治                           | 2005.7.28 - 2007.7.2               | 防大21期                           | 航空集団司令部幕僚長                                           | 海上幕僚監部指揮通信情報部長                                    |                                      |
| 31                                 | 坂田竜三                           | 2007.7.3 - 2009.7.20               | 防大26期                           | 海上幕僚監部防衛部防衛課長                                     | 統合幕僚監部指揮通信システム部長                                |                                      |
| 32                                 | 池 太郎                            | 2009.7.21 - 2011.8.4               | 防大27期                           | 航空集団司令部幕僚長                                           | 舞鶴地方総監部幕僚長                                            |                                      |
| 33                                 | 出口佳努                           | 2011.8.5 - 2012.7.25               | 岡山大・ 37期幹候                  | 海上幕僚監部防衛部防衛課長                                     | 防衛監察本部監察官                                              |                                      |
| 34                                 | 杉本孝幸                           | 2012.7.26 - 2013.8.21              | 防大29期                           | 航空集団司令部幕僚長                                           | 防衛監察本部監察官                                              |                                      |
| 35                                 | 園田直紀                           | 2013.8.22 - 2015.8.3               | 防大31期                           | 航空集団司令部幕僚長                                           | 第31航空群司令                                                  |                                      |
| 36                                 | 市田 章                            | 2015.8.4 - 2017.3.26               | 防大33期                           | 第5航空群司令部首席幕僚                                        | 第5航空群司令                                                   |                                      |
| 37                                 | 中村敏弘                           | 2017.3.27 - 2018.7.31              | 防大32期                           | 海上幕僚監部指揮通信情報部 情報課長                            | 第5航空群司令                                                   | 就任時1等海佐 2017.8.1 海将補昇任    |
| 38                                 | 川村伸一                           | 2018.8.1 - 2020.12.21              | 中央大・ 44期幹候                  | 統合幕僚監部運用部運用第3課長                                  | 統合幕僚学校副校長                                              |                                      |
| 39                                 | 藤原直哉                           | 2020.12.22 - 2023.8.28             | 防大39期                           | 統合幕僚監部運用部運用第3課長                                  | 航空集団司令部幕僚長                                            |                                      |
| 40                                 | 大西 哲                            | 2023.8.29 -                        | 防大34期                           | 防衛監察本部監察官                                             |                                                                 |                                      |